# 法比奥·达尔佐托
法比奥·达尔佐托（義大利語：Fabio Dal Zotto，1957年7月17日—），意大利男子击剑运动员。他曾获得1976年夏季奥运会击剑比赛男子花剑个人金牌以及男子花剑团体银牌。